# Lijst van rivieren in Iran

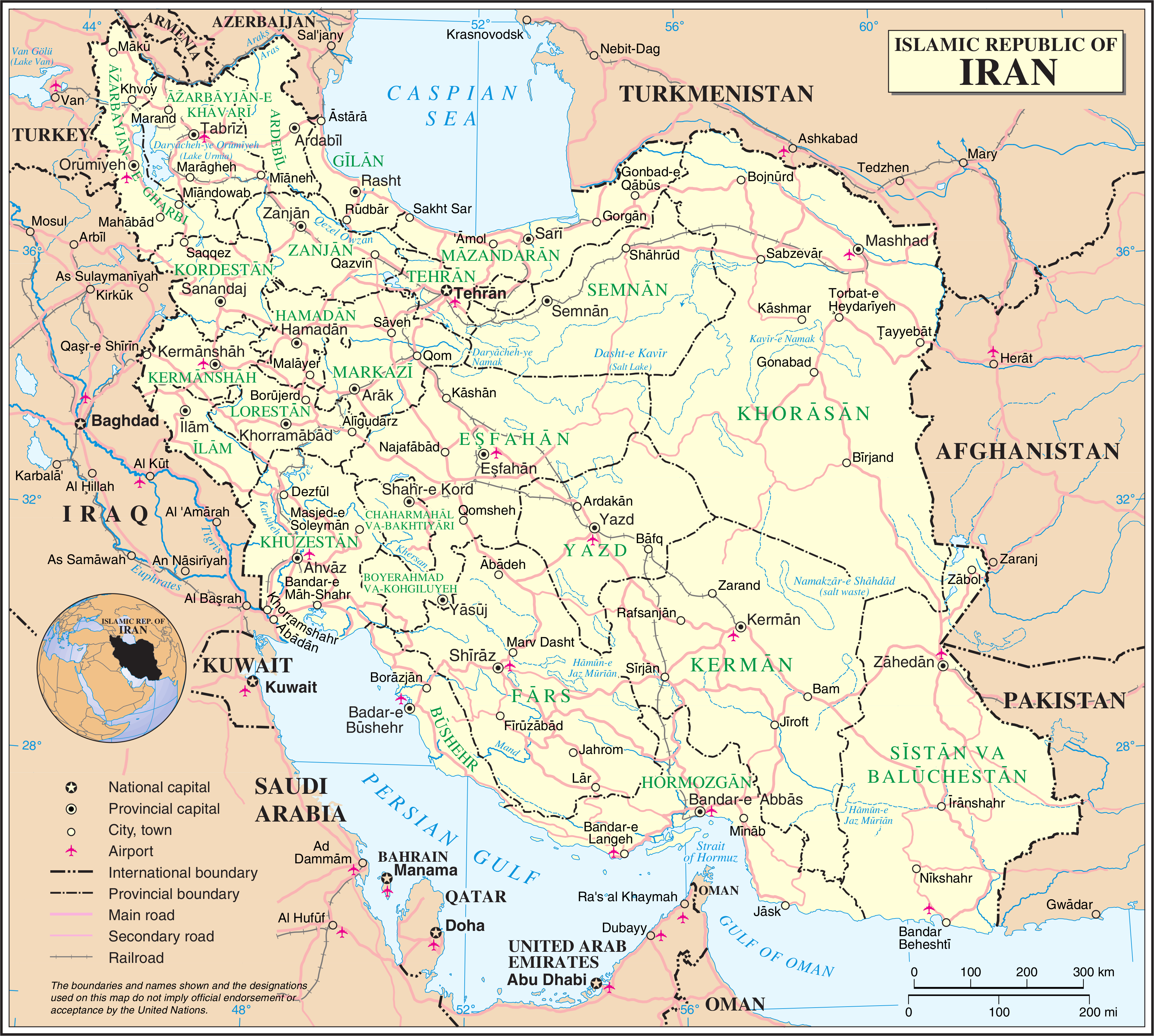
Kaart van Iran.

Dit is een lijst van rivieren in Iran. De rivieren in deze lijst zijn geordend naar drainagebekken en de opeenvolgende zijrivieren zijn ingesprongen weergegeven onder de naam van elke hoofdrivier.

## Stromend naar dePerzische Golf
- Shatt al-Arab

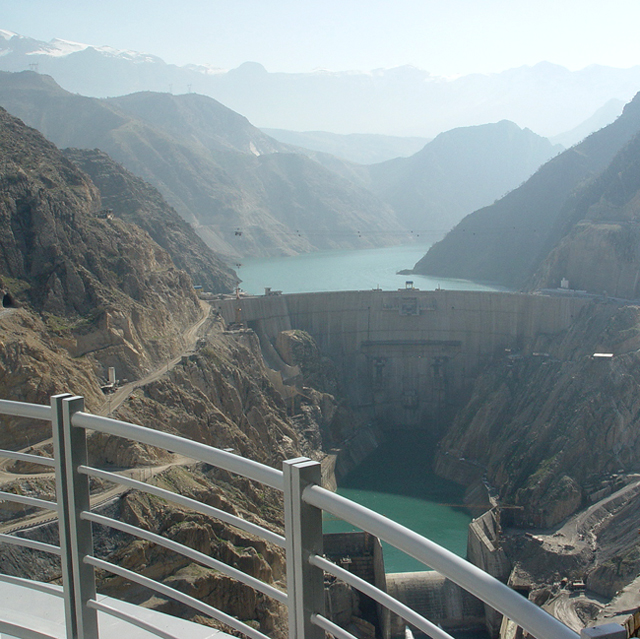
Karoen-3, een van de vele grote stuwdammen in de Karoen.

  - Haffar, oorspronkelijk een kanaal, tegenwoordig de riviermonding van de Karoen
  - Karoen
    - Marun
    - Dez
      - Bakhtiari
      - Koohrang

  - Tigris (Irak)
    - Karkheh
      - Seimareh

    - Chankula
    - Sirwan (Diyala)
      - Alwand

    - Kleine Zab
- Bahmanshir, de oorspronkelijke monding van de Karun
- Jarahi
- Zohreh
- Helleh
- Mond
  - Shur
- Mehran
- Kul
  - Gowdeh
  - Rostam

## Stromend naar deGolf van Oman
- Dozdan
- Jagin
- Gabrik
- Bahu Kalat (of Dashtiari, Silup)

## Stromend naarendoreïsche bekkens

### Urmiameer
- Aji Chay
  - Quri Chay
- Zarrineh
- Gadar
- Ghaie
- Alamlou
- Leylan
- Simineh
- Mahabad
- Barandouz
- Shahar
- Nazlou
- Rozeh
- Zola

### Kaspische Zee
- Kura (Azerbeidzjan)
  - Aras
    - Balha
      - Tulun

    - Zangmar
      - Barun
- Sefīd-Rūd
  - Qizil Üzan
  - Shahrood
    - Alamut
- Cheshmeh Kileh
  - Do Hezar
  - Se Hazar
- Chaloos
  - Sardab
- Kojoor
- Haraz
  - Noor
  - Lar
- Atrek
  - Sumbar
- Gharasu

### Namakmeer
- Abhar
- Qom
- Jajrood
- Karaj

### Gavkhunimeer
- Zayandeh

### Hamun-e Jaz Murian
- Halil
- Bampur

### Sistanbekken

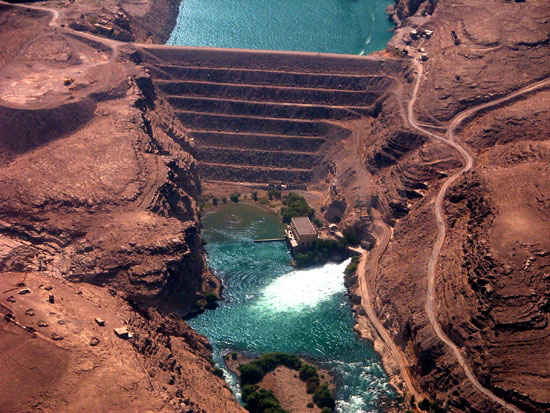
De Kajakidam in de Helmand is gebouwd ten behoeve van waterbeheer tegen overstromingen, en levert daarnaast ook energie voor een elektrische waterkrachtcentrale en water voor de irrigatie van de Helmandvallei. Zonder de dam zou de omliggende regio te droog zijn voor de teelt van landbouwgewassen.

- Helmand

### Hamun-i-Mashkel
- Mashkid (Mashkel)

### Karakumwoestijn
- Harirud
  - Kashaf